# Jaromír Blažek
Pour les articles homonymes, voir Blažek.
Jaromír Blažek est un footballeur international tchèque né le 29 décembre 1972 à Brno. Il évoluait au poste de gardien de but.

## Carrière
- 1990-1992 : Slavia Prague ( Tchécoslovaquie)
- 1992-1993 : České Budějovice ( Tchécoslovaquie)
- 1993-1994 : Viktoria Žižkov ( Tchéquie)
- 1994-2000 : Bohemians Prague ( Tchéquie)
- 1995 : Slavia Prague (prêt) ( Tchéquie)
- 2000-2001 : Sparta Prague ( Tchéquie)
- 2001-2002 : Marila Příbram (prêt) ( Tchéquie)
- 2002-2007 : Sparta Prague ( Tchéquie)
- 2007-2008 : FC Nuremberg ( Allemagne)
- 2008-2012 : Sparta Prague ( Tchéquie)
- 2012-2015 : Vysočina Jihlava ( Tchéquie)

## International
- Première sélection le 29 mars 2000 contre l'Australie.
- 14 sélections en équipe de Tchéquie.

## Palmarès
- Vainqueur du Championnat de Tchéquie en 1996, 2000, 2001, 2003, 2005, 2010
- Vainqueur de la Coupe de Tchéquie en 1994, 2004, 2006